# ECWP
ECWP (Enhanced Compression Wavelet Protocol) ist ein Streaming-Protokoll im Internet, das zur Übertragung großer Rastergrafiken insbesondere im GIS-Bereich verwendet wird. 
ECWP überträgt blockweise komprimierte Grafiken im Grafikformat ECW (Enhanced Compression Wavelet), welches wie ECWP von den Firmen Earth Resource Mapping und Leica Geosystems entwickelt wurde. Die Komprimierungstechnik von ECW ist ähnlich der des Formats JPEG2000. ECWP wird von Anbietern von GIS-Lösungen als „die schnellste Art große Bilddatensätze in Echtzeit an viele Nutzer zu versenden“ bezeichnet.
Eine URL für ECWP wird in der Form ecwp://data.emapsite.com/images4/uk/ordnance_survey/os_50k_gb.ecw notiert (hier anhand des Beispiels der topografischen Karte Großbritanniens des britischen Ordnance Survey im Maßstab 1:50.000). Zahlreiche Server bieten Geodaten wie Karten, Luft- oder Satellitenbilder via ECWP im Internet an.

## Anwendungen
Für das ECWP existieren Plug-ins für den Internet Explorer und den Firefox. Auch Desktopprogramme wie QuoVadis können das Protokoll zum Import von Geodaten nutzen.
Der Dienst Google Earth nutzt ebenfalls eine nur über die Google-Earth-Anwendung nutzbare Variante von ECWP zur Übertragung der Geodaten.